# Central nuclear de Fukushima Dai-ichi
La central nuclear de Fukushima Dai-ichi o central nuclear de Fukushima 1 (dai-ichi significa "número u", en japonès) és una enorme central nuclear de sis reactors nuclear d'aigua bullent (BWR), situada a la ciutat costanera d'Ōkuma (prefectura de Fukushima, Japó). Aquesta central va patir diversos accidents a causa del Terratrèmol i tsunami de Sendai de 2011 que va patir la ciutat l'11 de març. Tot i que no s'hi va produir una fusió total dels nuclis dels reactors sí que hi ha fuites radioactives, que el moviment de les masses d'aire pot transportar a milers de quilòmetres de distància.

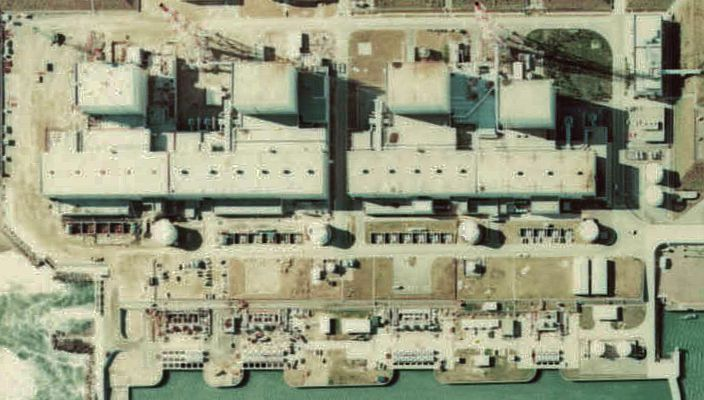
Reactors I a IV (de dreta a esquerra), al 1975. Els reactors I, II i III van resultar danyats al terratrèmol i tsunami de Sendai de 2011.

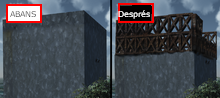
Imatges del reactor I abans i després de l'explosió de 2011

Les centrals nuclears actuals estan dissenyades per manera que autocontenen qualsevol possibilitat de fusió del nucli del reactor, de manera que en teoria és impossible que ocorri un altre accident com el de Txernòbil. Tanmateix, el Japó és a la confluència de tres plaques tectòniques i els terratrèmols i els tsunamis hi són extremadament forts i freqüents. Aquesta central va estar dissenyada per a suportar terratrèmols lleus però no els més forts, ni per a suportar cap tsunami.
L'avantatge de tenir energia primària d'origen nuclear per als japonesos és que aquesta no emet diòxid de carboni ni altres emissions contaminants atmosfèriques, sempre que no hi hagi cap accident o malfuncionament. També, i sobretot tenint en compte la seva experiència com a país participant de la Segona Guerra Mundial, és una energia alternativa als combustibles fòssils (especialment del petroli i del gas natural), cosa que els permet de no dependre tant dels països proveïdors d'aquests combustibles, tot i que sí de l'urani, el combustible nuclear. Al Japó hi ha també centrals nuclears que funcionen amb MOX, un combustible polèmic per la proliferació de l'armament nuclear. La decisió de construir o no centrals nuclears en un territori propens a tenir moviments sísmics i maremots, avaluant avantatges, inconvenients i riscos, és del govern del país.

## Reactors
La central nuclear de Fukushima Dai-ichi, amb els seus sis reactors, és una de les vint-i-cinc més grans del món. Està situada a només dotze quilòmetres d'una altra gran central, la central nuclear de Fukushima Daini, o Fukushima II, amb quatre reactors. La central Fukushima I va ser construïda la dècada del 1970 i els seus reactors estaven dissenyats per a una explotació de com a molt quaranta anys de vida, tot i que en febrer de 2011, estant les inversions completament amortides, el govern va autoritzar el seu funcionament durant deu anys més.
Els sis reactors són tots de tipus BWR, un dels dos tipus més habituals al món i el mateix que hi ha, per exemple, a l'únic reactor de la central nuclear de Cofrents. Foren construïts entre 1970 i 1979 per diferents empreses i les seves potències són les usuals a les centrals tèrmiques, més baixa per al més antic i entorn d'un gigawatt el més nou; concretament són:
| Reactor           | Tipus | Posada en marxa      | Constructor      | Potència  |
| ----------------- | ----- | -------------------- | ---------------- | --------- |
| Fukushima 1 - I   | BWR   | 26 de març de 1971   | General Electric | 460 MWe   |
| Fukushima 1 - II  | BWR   | 18 de juliol de 1974 | General Electric | 784 MWe   |
| Fukushima 1 - III | BWR   | 27 de març de 1976   | Toshiba          | 784 MWe   |
| Fukushima 1 - IV  | BWR   | 18 d'abril de 1978   | Hitachi          | 784 MWe   |
| Fukushima 1 - V   | BWR   | 12 d'octubre de 1978 | Toshiba          | 784 MWe   |
| Fukushima 1 - VI  | BWR   | 24 d'octubre de 1979 | General Electric | 1.100 MWe |